# Mîsîkî, Kremeneț
Mîsîkî (în ucraineană Мисики) este un sat în comuna Krîji din raionul Kremeneț, regiunea Ternopil, Ucraina.

## Demografie
Componența lingvistică a localității Mîsîkî
     Ucraineană (99,45%)
     Alte limbi (0,55%)
Conform recensământului din 2001, majoritatea populației localității Mîsîkî era vorbitoare de ucraineană (99,45%), existând în minoritate și vorbitori de alte limbi.